# Лекенс, Жорж
Жорж Ле́кенс (нидерл. Georges Leekens; род. 18 мая 1949, Meeuwen-Gruitrode, Лимбург) — бельгийский футболист и футбольный тренер. Играл на позиции защитника. Легенда бельгийского клуба «Брюгге».

## Карьера игрока
Играл за бельгийские клубы «Дессель Спорт», «Кроссинг Шаарбек», «Брюгге», «Синт-Никлас». Всего в лиге провёл 337 матчей и забил 10 голов.
Дебют за сборную Бельгии состоялся 15 ноября 1975 года в отборочном матче к чемпионату Европы 1976 против сборной Франции (0:0). Всего Лекенс сыграл 3 матча.

## Карьера тренера
Лекенс впервые был выбран тренером национальной сборной Бельгии после впечатляющей работы в бельгийском «Мускроне». Дебют на месте главного тренера сборной был в отборочных матчах к чемпионату мира 1998 против сборной Ирландии. Первый матч окончился ничьей 1:1, а второй выиграли «красные дьяволы» 2:1. Тем самым Бельгия вышла на чемпионат мира 1998 года во Франции, но там она заняла 3-е место в группе и не прошла дальше, а Лекенс был уволен.
В 2003 году руководил сборной Алжира.
29 мая 2009 года он подписал трёхлетний контракт с «Кортрейком».
11 мая 2010 года Жорж снова подписал контракт со сборной Бельгии до 2012 года.
12 апреля 2011 года было объявлено, что контракт с Лекенсом был продлён до 2014 года после нескольких многообещающих результатов в отборочном этапе на Евро 2012. Но 13 мая 2012 года было объявлено, что Жорж будет тренировать бельгийский «Брюгге» во второй раз, но он был уволен после серии поражений.
Вернулся на пост главного тренера сборной Алжира в 2016 году. Алжир занял третье место на групповом этапе Кубка Африки 2017 и не вышел в плей-офф, пропустив вперёд Тунис и Сенегал, после чего Лекенс покинул пост главного тренера сборной.
30 октября 2017 года Лекенс был назначен на пост главного тренера сборной Венгрии.

## Личная жизнь
Жорж является двоюродным братом Луи Лекенса, который в 1966 году выиграл чемпионат Бельгии по гимнастике и в настоящее время руководит спортивной школой в Генке.

## Достижения

### Как игрок

#### «Брюгге»
- Чемпион Бельгии: 1972/73, 1975/76, 1976/77, 1977/78, 1979/80
- Обладатель Кубка Бельгии: 1976/77
- Финалист Кубка европейских чемпионов: 1978
- Финалист Кубок УЕФА: 1976

### Как тренер

#### «Серкль Брюгге»
- Обладатель Кубка Бельгии: 1984/85

#### «Брюгге»
- Чемпион Бельгии: 1989/90
- Обладатель Кубка Бельгии: 1990/91